# Fokienia
Fukienia is de botanische naam van een geslacht uit de cipresfamilie (Cupressaceae). Het geslacht telt slechts één nog recente soort: Fokienia hodginsii.

## Soorten
- Fokienia hodginsii
- Fokienia ravenscragensis (†)